# Enrico Braga

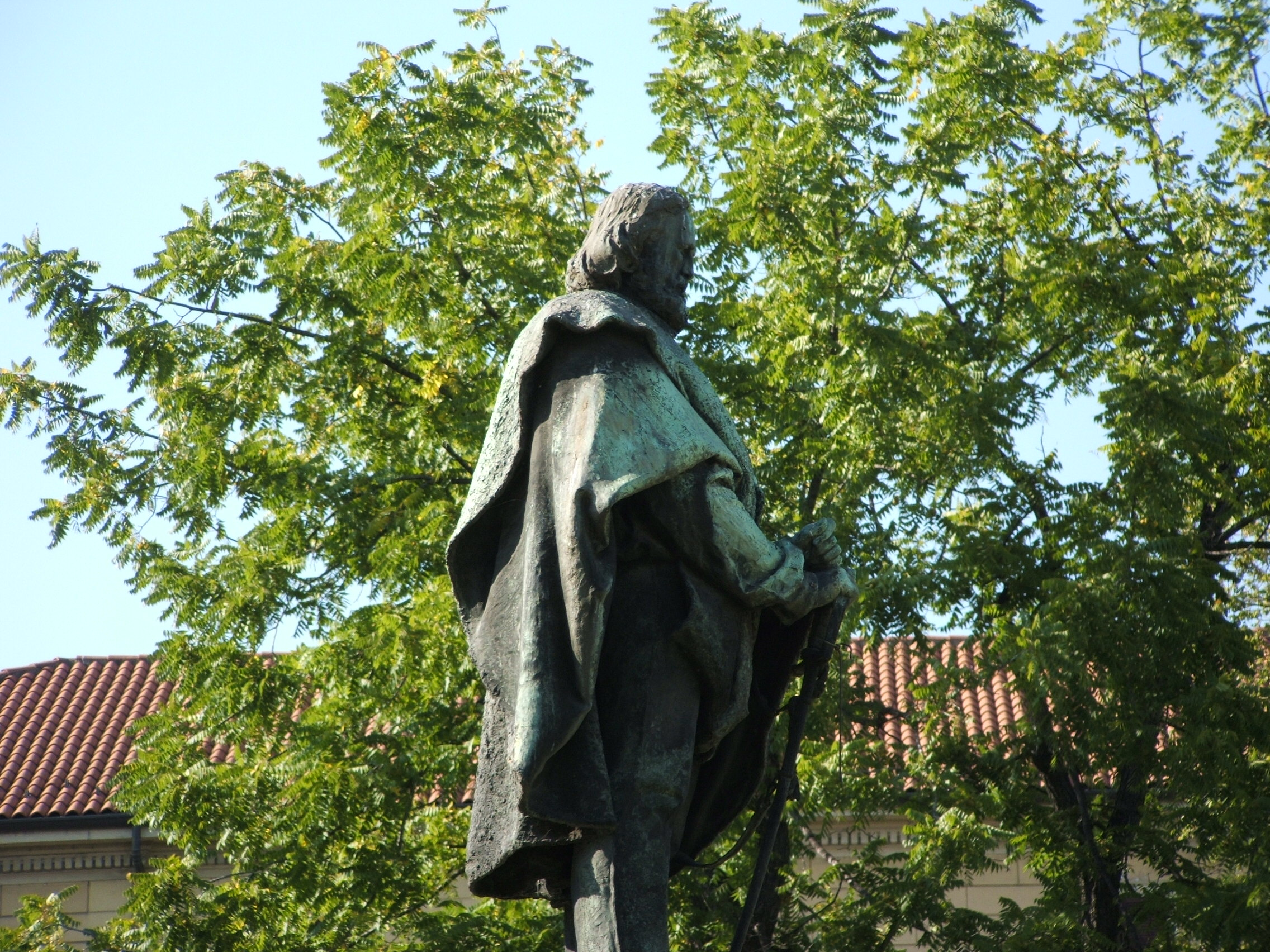
Monumento a Garibaldi, Novara.

Enrico Braga (Cantone Ticino, 1841 – 1919) è stato uno scultore italiano.

## Biografia
Nacque in Svizzera, ma si spostò successivamente a Milano per formarsi all'Accademia di Brera. All'Esposizione Nazionale di Belle Arti di Torino del 1880 espose una serie di statue, tra cui Rataplan; Per l'Onomastico; Il premio; e Cleopatra. All'Esposizione Romana del 1883 espose due statue femminili: una Figlia del mare e La Rèverie. Espose anche un Bacco e un Garibaldi nel 25 luglio 1866 e La Touriste. A Novara si trova un suo monumento a Garibaldi. Anche la sua Cleopatra e Bacco furono esposti a Parigi nel 1878. Il primo è stato anche esposto all'Esposizione del Centenario del 1876 a Filadelfia, in Pennsylvania, come parte dell'Egyptian Hall. La statua era considerata la rappresentazione scolpita di una figura dipinta da Gérôme. Divenne membro associato della Reale Accademia di Belle Arti di Milano e di San Pietroburgo, Russia.